# Кубок Англії з футболу 1930—1931
Кубок Англії з футболу 1930—1931 — 56-й розіграш найстарішого футбольного турніру у світі, Кубка виклику Футбольної Асоціації, також відомого як Кубок Англії. Втретє титул здобув Вест-Бромвіч Альбіон.

## Перший раунд
| Дата                  | Господарі                | Рахунок | Гості                         |
| --------------------- | ------------------------ | ------- | ----------------------------- |
| 29 листопада          | Честерфілд               | 1:2     | Ноттс Каунті                  |
| 29 листопада          | Нельсон                  | 4:0     | Воркінгтон                    |
| 29 листопада          | Рочдейл                  | 1:2     | Донкастер Роверз              |
| 29 листопада          | Волсолл                  | 1:0     | Борнмут енд Боском Атлетік    |
| 29 листопада          | Фолкстоун                | 5:3     | Сіттінгбурн                   |
| 29 листопада          | Джиллінгем               | 7:2     | Гілфорд Сіті                  |
| 29 листопада          | Кру Александра           | 1:0     | Джарроу                       |
| 29 листопада          | Лінкольн Сіті            | 8:3     | Барроу                        |
| 29 листопада          | Лутон Таун               | 2:2     | Клептон Орієнт                |
| 4 грудня Перегравання | Клептон Орієнт           | 2:4     | Лутон Таун                    |
| 29 листопада          | Гейнсборо Триніті        | 1:0     | Сканторп-енд-Ліндсі Юнайтед   |
| 29 листопада          | Скарборо                 | 6:0     | Ріл Атлетік                   |
| 29 листопада          | Рексем                   | 2:0     | Віган Боро                    |
| 29 листопада          | Ілфорд                   | 1:6     | Брентфорд                     |
| 29 листопада          | Транмер Роверз           | 4:4     | Ґейтсгед                      |
| 3 грудня Перегравання | Ґейтсгед                 | 3:2     | Транмер Роверз                |
| 29 листопада          | Веллінгтон Таун          | 0:0     | Вомбвел                       |
| 4 грудня Перегравання | Вомбвел                  | 0:3     | Веллінгтон Таун               |
| 29 листопада          | Квінз Парк Рейнджерс     | 5:0     | Темз                          |
| 29 листопада          | Фулгем                   | 1:1     | Вімблдон                      |
| 3 грудня Перегравання | Вімблдон                 | 0:6     | Фулгем                        |
| 29 листопада          | Аккрінгтон Стенлі        | 3:1     | Ланкастер Таун                |
| 29 листопада          | Бристоль Роверз          | 4:1     | Мертір Таун                   |
| 29 листопада          | Нортгемптон Таун         | 1:2     | Ковентрі Сіті                 |
| 29 листопада          | Норвіч Сіті              | 2:0     | Свіндон Таун                  |
| 29 листопада          | Нортфліт Юнайтед         | 0:3     | Ексетер Сіті                  |
| 29 листопада          | Карлайл Юнайтед          | 3:1     | Нью-Брайтон                   |
| 29 листопада          | Танбрідж Веллс Рейнджерс | 3:0     | Кінгстоніан                   |
| 29 листопада          | Крістал Пелес            | 6:0     | Тонтон Таун                   |
| 29 листопада          | Саутенд Юнайтед          | 0:1     | Торкі Юнайтед                 |
| 29 листопада          | Гартлпул Юнайтед         | 2:3     | Стокпорт Каунті               |
| 29 листопада          | Галіфакс Таун            | 2:2     | Менсфілд Таун                 |
| 3 грудня Перегравання | Менсфілд Таун            | 1:2     | Галіфакс Таун                 |
| 29 листопада          | Саутпорт                 | 4:2     | Дарлінгтон                    |
| 29 листопада          | Далвіч Гамлет            | 2:2     | Ньюпорт Каунті                |
| 4 грудня Перегравання | Ньюпорт Каунті           | 4:1     | Далвіч Гамлет                 |
| 29 листопада          | Волтемстоу Авеню         | 1:5     | Вотфорд                       |
| 29 листопада          | Йорк Сіті                | 3:1     | Греслі Роверз                 |
| 29 листопада          | Ньюарк                   | 2:1     | Ротергем Юнайтед              |
| 29 листопада          | Олдершот                 | 4:1     | Пітерборо-енд-Флеттон Юнайтед |

## Другий раунд
До другого раунду увійшли переможці першого раунду. 
| Дата                   | Господарі         | Рахунок | Гості                    |
| ---------------------- | ----------------- | ------- | ------------------------ |
| 13 грудня              | Нельсон           | 1:1     | Йорк Сіті                |
| 18 грудня Перегравання | Йорк Сіті         | 3:2     | Нельсон                  |
| 13 грудня              | Вотфорд           | 3:1     | Лутон Таун               |
| 13 грудня              | Волсолл           | 4:0     | Ньюпорт Каунті           |
| 13 грудня              | Джиллінгем        | 1:3     | Олдершот                 |
| 13 грудня              | Кру Александра    | 2:4     | Квінз Парк Рейнджерс     |
| 13 грудня              | Гейнсборо Триніті | 0:4     | Саутпорт                 |
| 13 грудня              | Скарборо          | 6:4     | Лінкольн Сіті            |
| 13 грудня              | Донкастер Роверз  | 0:1     | Ноттс Каунті             |
| 13 грудня              | Веллінгтон Таун   | 2:4     | Рексем                   |
| 13 грудня              | Фулгем            | 4:0     | Галіфакс Таун            |
| 13 грудня              | Аккрінгтон Стенлі | 0:1     | Торкі Юнайтед            |
| 13 грудня              | Брентфорд         | 1:0     | Норвіч Сіті              |
| 13 грудня              | Бристоль Роверз   | 4:2     | Стокпорт Каунті          |
| 13 грудня              | Карлайл Юнайтед   | 4:2     | Танбрідж Веллс Рейнджерс |
| 13 грудня              | Крістал Пелес     | 6:0     | Ньюарк                   |
| 13 грудня              | Ексетер Сіті      | 1:1     | Ковентрі Сіті            |
| 18 грудня Перегравання | Ковентрі Сіті     | 1:2     | Ексетер Сіті             |
| 13 грудня              | Ґейтсгед          | 3:2     | Фолкстоун                |

## Третій раунд
| Дата                  | Господарі               | Рахунок | Гості                    |
| --------------------- | ----------------------- | ------- | ------------------------ |
| 10 січня              | Бернлі                  | 3:0     | Манчестер Сіті           |
| 10 січня              | Бері                    | 1:1     | Торкі Юнайтед            |
| 14 січня Перегравання | Торкі Юнайтед           | 1:2     | Бері                     |
| 10 січня              | Ліверпуль               | 0:2     | Бірмінгем Сіті           |
| 10 січня              | Лестер Сіті             | 1:2     | Брайтон енд Гоув Альбіон |
| 10 січня              | Ноттс Каунті            | 3:1     | Свонсі Сіті              |
| 10 січня              | Блекберн Роверз         | 1:1     | Волсолл                  |
| 15 січня Перегравання | Волсолл                 | 0:3     | Блекберн Роверз          |
| 10 січня              | Болтон Вондерерз        | 1:0     | Карлайл Юнайтед          |
| 10 січня              | Вулвергемптон Вондерерз | 9:1     | Рексем                   |
| 10 січня              | Вест-Бромвіч Альбіон    | 2:2     | Чарльтон Атлетік         |
| 14 січня Перегравання | Чарльтон Атлетік        | 1:1     | Вест-Бромвіч Альбіон     |
| 19 січня Перегравання | Вест-Бромвіч Альбіон    | 2:1     | Чарльтон Атлетік         |
| 10 січня              | Сандерленд              | 2:0     | Саутгемптон              |
| 10 січня              | Скарборо                | 1:2     | Грімсбі Таун             |
| 10 січня              | Шеффілд Юнайтед         | 1:1     | Йорк Сіті                |
| 14 січня Перегравання | Йорк Сіті               | 0:2     | Шеффілд Юнайтед          |
| 10 січня              | Ньюкасл Юнайтед         | 4:0     | Ноттінгем Форест         |
| 10 січня              | Тоттенгем Готспур       | 3:1     | Престон Норт-Енд         |
| 10 січня              | Фулгем                  | 0:2     | Портсмут                 |
| 10 січня              | Барнслі                 | 4:1     | Бристоль Сіті            |
| 10 січня              | Брентфорд               | 2:2     | Кардіфф Сіті             |
| 14 січня Перегравання | Кардіфф Сіті            | 1:2     | Брентфорд                |
| 10 січня              | Бристоль Роверз         | 3:1     | Квінз Парк Рейнджерс     |
| 10 січня              | Вест Гем Юнайтед        | 1:3     | Челсі                    |
| 10 січня              | Плімут Аргайл           | 0:2     | Евертон                  |
| 10 січня              | Галл Сіті               | 1:2     | Блекпул                  |
| 10 січня              | Олдем Атлетік           | 1:3     | Вотфорд                  |
| 10 січня              | Крістал Пелес           | 1:1     | Редінг                   |
| 14 січня Перегравання | Редінг                  | 1:1     | Крістал Пелес            |
| 19 січня Перегравання | Крістал Пелес           | 2:0     | Редінг                   |
| 10 січня              | Ексетер Сіті            | 3:2     | Дербі Каунті             |
| 10 січня              | Арсенал                 | 2:2     | Астон Вілла              |
| 14 січня Перегравання | Астон Вілла             | 1:3     | Арсенал                  |
| 10 січня              | Саутпорт                | 3:1     | Міллволл                 |
| 10 січня              | Лідс Юнайтед            | 2:0     | Гаддерсфілд Таун         |
| 10 січня              | Корінтіан               | 1:3     | Порт Вейл                |
| 10 січня              | Сток Сіті               | 3:3     | Манчестер Юнайтед        |
| 14 січня Перегравання | Манчестер Юнайтед       | 0:0     | Сток Сіті                |
| 19 січня Перегравання | Сток Сіті               | 2:4     | Манчестер Юнайтед        |
| 10 січня              | Олдершот                | 0:1     | Бредфорд Парк-Авеню      |
| 10 січня              | Ґейтсгед                | 2:6     | Шеффілд Венсдей          |
| 14 січня              | Мідлсбро                | 1:1     | Бредфорд Сіті            |
| 19 січня Перегравання | Бредфорд Сіті           | 2:1     | Мідлсбро                 |

## Четвертий раунд
У цьому раунді зіграли переможці попереднього етапу.
| Дата                  | Господарі               | Рахунок | Гості                    |
| --------------------- | ----------------------- | ------- | ------------------------ |
| 24 січня              | Бірмінгем Сіті          | 2:0     | Порт Вейл                |
| 24 січня              | Бері                    | 1:2     | Ексетер Сіті             |
| 24 січня              | Вотфорд                 | 2:0     | Брайтон енд Гоув Альбіон |
| 24 січня              | Блекберн Роверз         | 5:1     | Бристоль Роверз          |
| 24 січня              | Болтон Вондерерз        | 1:1     | Сандерленд               |
| 28 січня Перегравання | Сандерленд              | 3:1     | Болтон Вондерерз         |
| 24 січня              | Грімсбі Таун            | 1:0     | Манчестер Юнайтед        |
| 24 січня              | Вест-Бромвіч Альбіон    | 1:0     | Тоттенгем Готспур        |
| 24 січня              | Шеффілд Юнайтед         | 4:1     | Ноттс Каунті             |
| 24 січня              | Барнслі                 | 2:1     | Шеффілд Венсдей          |
| 24 січня              | Брентфорд               | 0:1     | Портсмут                 |
| 24 січня              | Бредфорд Сіті           | 0:0     | Вулвергемптон Вондерерз  |
| 28 січня Перегравання | Вулвергемптон Вондерерз | 4:2     | Бредфорд Сіті            |
| 24 січня              | Крістал Пелес           | 0:6     | Евертон                  |
| 24 січня              | Челсі                   | 2:1     | Арсенал                  |
| 24 січня              | Бредфорд Парк-Авеню     | 2:0     | Бернлі                   |
| 24 січня              | Саутпорт                | 2:1     | Блекпул                  |
| 24 січня              | Лідс Юнайтед            | 4:1     | Ньюкасл Юнайтед          |

## П'ятий раунд
На цьому етапі зіграли переможці попереднього раунду.
| Дата      | Господарі      | Рахунок | Гості                   |
| --------- | -------------- | ------- | ----------------------- |
| 14 лютого | Бірмінгем Сіті | 3:0     | Вотфорд                 |
| 14 лютого | Сандерленд     | 2:1     | Шеффілд Юнайтед         |
| 14 лютого | Евертон        | 5:3     | Грімсбі Таун            |
| 14 лютого | Барнслі        | 1:3     | Вулвергемптон Вондерерз |
| 14 лютого | Портсмут       | 0:1     | Вест-Бромвіч Альбіон    |
| 14 лютого | Челсі          | 3:0     | Блекберн Роверз         |
| 14 лютого | Ексетер Сіті   | 3:1     | Лідс Юнайтед            |
| 14 лютого | Саутпорт       | 1:0     | Бредфорд Парк-Авеню     |

## Шостий раунд
На цьому етапі зіграли переможці попереднього раунду.
| Дата                   | Господарі               | Рахунок | Гості                   |
| ---------------------- | ----------------------- | ------- | ----------------------- |
| 28 лютого              | Бірмінгем Сіті          | 2:2     | Челсі                   |
| 4 березня Перегравання | Челсі                   | 0:3     | Бірмінгем Сіті          |
| 28 лютого              | Вест-Бромвіч Альбіон    | 1:1     | Вулвергемптон Вондерерз |
| 4 березня Перегравання | Вулвергемптон Вондерерз | 1:2     | Вест-Бромвіч Альбіон    |
| 28 лютого              | Сандерленд              | 1:1     | Ексетер Сіті            |
| 4 березня Перегравання | Ексетер Сіті            | 2:4     | Сандерленд              |
| 28 лютого              | Евертон                 | 9:1     | Саутпорт                |

## Півфінали
У півфіналах зіграли команди, що перемогли на попередньому етапі.
| Дата       | Господарі            | Рахунок | Гості      |
| ---------- | -------------------- | ------- | ---------- |
| 14 березня | Бірмінгем Сіті       | 2:0     | Сандерленд |
| 14 березня | Вест-Бромвіч Альбіон | 1:0     | Евертон    |

## Фінал
| 25 квітня 1931 |

| Вест-Бромвіч Альбіон    | 2:1      | Бірмінгем Сіті |
| ----------------------- | -------- | -------------- |
| В.Дж.Річардсон 25', 58' | Протокол | Бредфорд 57'   |

| Вемблі, Лондон Глядачів: 92 406 Арбітр: Гаррі Кінгскотт |